# Quarterstick Records
Quarterstick Records é uma gravadora pertencente a Touch and Go Records.

## Artistas
- Bad Livers
- Calexico
- DK3
- Dead Child
- June of 44
- Kepone
- The Mekons
- Mi Ami
- Peter Móren (do Peter, Bjorn and John)
- Mule
- Naked Raygun
- Tara Jane O'Neil
- Pegboy
- Phono-Comb
- Rachel's
- Rodan
- Henry Rollins
- Shipping News
- Sholi
- The Sonora Pine
- Therapy?
- The Uglysuit
- Volcano Suns
- Shannon Wright